# 艾西希霍芬
艾西希霍芬是德国莱茵兰-普法尔茨州的一个市镇。总面积5.42平方公里，总人口271人，其中男性145人，女性126人（2011年12月31日），人口密度50人/平方公里。